# Rutare statică
Rutarea statică este procedeul de rutare prin care rutele sunt introduse manual de către administrator, necesitând un efort de modificare și întreținere în cazul apariției unei schimbări în rețea. Aceste rute oferă posibilitatea controlării stricte a dimensiunii tabelei de rutare.